# Boyfriend (Ariana Grande e Social House)
Boyfriend è un singolo della cantante statunitense Ariana Grande e del duo musicale statunitense Social House, pubblicato il 2 agosto 2019 come secondo estratto dal primo EP dei Social House Everything Changed....
Agli MTV Video Music Awards 2019 ha trionfato come Canzone dell'estate.

## Antefatti
La cantante ha rivelato il brano per la prima volta sui social media il 24 luglio 2019, quando ha pubblicato una sua foto sul set di un video musicale. In seguito è stata la volta di post con immagini dello stesso set, dove ha rivelato che la canzone è una collaborazione con i Social House. Ariana ha accennato al titolo della canzone il 29 luglio 2019, tramite la didascalia "u ain't my boyfriend", e ha pubblicato la prima anteprima del video il giorno dopo. La copertina è stata rivelata dalla cantante il giorno successivo, e la canzone è stata contemporaneamente resa disponibile per il preordine.

## Promozione
La canzone è stata eseguita per la prima volta dal vivo da Ariana Grande e i Social House al Lollapalooza il 4 agosto 2019. Ariana Grande in seguito ha aggiunto la canzone alle tappe europea del suo Sweetener World Tour e i Social House si sono uniti a lei per esibirla.

## Video musicale
Il video musicale, diretto da Hannah Lux Davis, è stato pubblicato insieme alla canzone il 2 agosto 2019.

## Tracce
Testi e musiche di Ariana Grande, Charles Anderson, Michael Foster, Édgar Barrera, Anthony M. Jones, Steven Franks e Tommy Brown.
1. Boyfriend – 3:06

## Formazione
- Ariana Grande – voce
- Edgar Barrera – produzione, programmazione
- Steven Franks – produzione, programmazione
- Tommy Brown – produzione, programmazione
- Tarron Crayton – basso elettrico
- Șerban Ghenea – missaggio
- John Hanes – assistenza al missaggio

## Successo commerciale
Negli Stati Uniti ha debuttato all'8ª posizione della Billboard Hot 100, diventando la quattordicesima top ten della cantante e la prima del duo. È anche la decima canzone di Ariana Grande a debuttare tra le prime dieci posizioni, rendendola la quinta artista ad esserci riuscita, dopo Drake, Taylor Swift, Eminem e Lil Wayne. Grazie alle 31 000 copie digitali vendute, ai 25,9 milioni di riproduzioni streaming ottenute e all'audience radiofonica pari a 24,6 milioni di ascoltatori accumulata nella sua prima settimana, è entrata alla 2ª posizione nella classifica digitale, alla 7ª in quella dedicata allo streaming e alla 40ª in quella radiofonica.
Nel Regno Unito il singolo ha debuttato alla 4ª posizione, diventando la quattordicesima top ten della cantante e la prima del duo.
In Australia la canzone ha debuttato alla 4ª posizione diventando la dodicesima top ten e la decima top five della Grande nel paese.

## Classifiche

### Classifiche settimanali
| Classifica (2019) | Posizione massima |
| ----------------- | ----------------- |
| Argentina         | 80                |
| Australia         | 4                 |
| Austria           | 17                |
| Belgio (Fiandre)  | 33                |
| Belgio (Vallonia) | 18                |
| Canada            | 5                 |
| Corea del Sud     | 190               |
| Croazia           | 12                |
| Danimarca         | 20                |
| Estonia           | 3                 |
| Finlandia         | 12                |
| Francia           | 53                |
| Germania          | 23                |
| Grecia            | 10                |
| Irlanda           | 3                 |
| Islanda           | 10                |
| Italia            | 57                |
| Lettonia          | 3                 |
| Libano            | 13                |
| Lituania          | 3                 |
| Malaysia          | 3                 |
| Norvegia          | 16                |
| Nuova Zelanda     | 4                 |
| Paesi Bassi       | 30                |
| Polonia           | 62                |
| Portogallo        | 19                |
| Regno Unito       | 4                 |
| Repubblica Ceca   | 11                |
| Romania           | 96                |
| Singapore         | 2                 |
| Slovacchia        | 8                 |
| Spagna            | 64                |
| Stati Uniti       | 8                 |
| Svezia            | 18                |
| Svizzera          | 13                |
| Ungheria          | 4                 |

### Classifiche di fine anno
| Classifica (2019) | Posizione |
| ----------------- | --------- |
| Canada            | 77        |
| Lettonia          | 89        |
| Stati Uniti       | 98        |
| Ungheria          | 79        |

## Date di pubblicazione
| Paese                 | Data            | Formato                      | Etichetta |
| --------------------- | --------------- | ---------------------------- | --------- |
| Mondo                 | 2 agosto 2019   | Download digitale, streaming | Republic  |
| Stati Uniti d'America | 6 agosto 2019   | Contemporary hit radio       | Republic  |
| Stati Uniti d'America | 6 agosto 2019   | Rhythmic contemporary radio  | Republic  |
| Mondo                 | 6 dicembre 2019 | CD, MC, 7", 12"              | Republic  |